# FC Rapperswil-Jona
Der Fussball Club Rapperswil-Jona, kurz  FC Rapperswil-Jona oder einfach nur FCRJ, ist ein Fussballverein in der Schweiz aus der Stadt Rapperswil-Jona im Kanton St. Gallen. In der Saison 2017/18 spielte die erste Mannschaft erstmals in der zweithöchsten Liga der Schweiz, der Challenge League.  In der Saison 2025/26 wird der FCRJ wieder in der Challenge League vertreten sein.

## Geschichte
In der Saison 2007/08 scheiterte man in der Qualifikationsrunde zum Aufstieg in die Challenge League mit 4:3 (H) bzw. 1:2 (A) knapp an Stade Nyonnais. Ein Jahr später stand dem Klub der SC Kriens auf dem Weg in die Challenge League vor der Sonne. In der Saison 2009/10 qualifizierte sich der FC Rapperswil-Jona zum dritten Mal in Folge für die Aufstiegsspiele in die Challenge League, überstand dort die erste Runde gegen Etoile Carouge und scheiterte in der finalen Ausmachung am FC Chiasso (0:1 und 0:2). In der Saison 2013/14 konnte der Aufstieg in die neu geschaffene Promotion League geschafft werden. Die Mannschaft setzte sich im Halbfinale der Qualifikationsspiele gegen den FC Naters zweimal mit 1:0 und im Finale gegen den FC Düdingen mit 1:1 (A) und 0:0 (H) durch, womit der FCRJ dank der Auswärtstorregel aufsteigen konnte.

### Aufstieg in die Challenge League
In der Saison 2016/17 gelang dem FC Rapperswil-Jona der grösste Erfolg in seiner 89-jährigen Geschichte. Mit dem 5:1-Sieg zu Hause gegen den Neuaufsteiger FC United Zürich am drittletzten Spieltag und dem gleichzeitigen Unentschieden des Tabellenführers SC Kriens gegen den FC La Chaux-de-Fonds, übernahm man am 13. Mai 2017 erstmals seit dem 2. Spieltag wieder die Tabellenführung in der Promotion League. Im vorletzten Spiel gegen den FC Zürich U21 konnten die Rapperswiler den Aufstieg schliesslich besiegeln, da zum einen der direkte Verfolger SC Kriens gegen den FC Breitenrain mit 0:1 verlor und man selber gegen den FC Zürich mit 2:0 gewinnen konnte. Damit hatte der FC Rapperswil-Jona vor der letzten Partie fünf Punkte Vorsprung.

### Abstieg in die Promotion League
Am 26. Mai 2019 ging das Schicksalsspiel gegen den FC Aarau verloren, und da gleichzeitig Chiasso gegen den FC Wil gewann, war der Abstieg für den FCRJ nach 2 Jahren Challenge League besiegelt.

## Erfolge
Schweizer Meisterschaft:
- Aufstieg in die Promotion League: 2014
- Meister der Promotion League:  2017

## Stadion

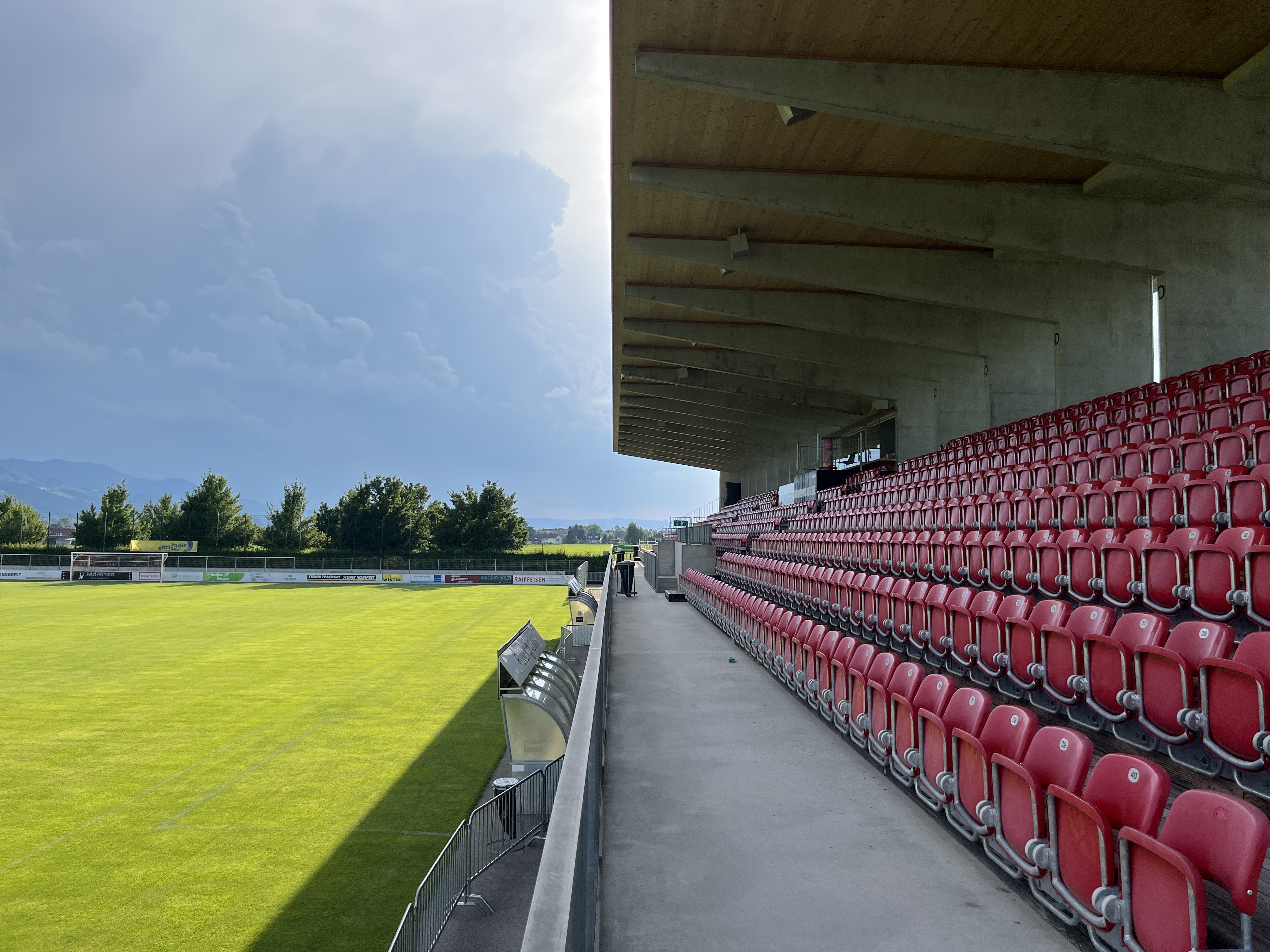
Das Stadion Grünfeld, die Heimstätte des FCRJ im Sommer 2022

Der FC Rapperswil-Jona trägt seine Heimspiele im Stadion Grünfeld aus. Das Stadion wurde am 24. Juli 2004, in einem Freundschaftsspiel zwischen Werder Bremen und Olympique Lyon, das mit 3:3 endete, offiziell eröffnet. Die Kapazität beträgt 2'500 Zuschauer, wovon die Zuschauertribüne 800 Sitzplätze zählt.

## Junioren
Der FC Rapperswil-Jona besitzt 34 Juniorenmannschaften. Davon sind insgesamt 5 Frauenmannschaften und 21 Knabenmannschaften.